# Merochlora graefiaria
Merochlora graefiaria är en fjärilsart som beskrevs av George Duryea Hulst 1886. Merochlora graefiaria ingår i släktet Merochlora och familjen mätare. Inga underarter finns listade i Catalogue of Life.